# Charge de Philadelphie
Maillots
Le Charge de Philadelphie (en anglais : Philadelphia Charge) était un club franchisé américain de soccer féminin qui a fait partie de la Women's United Soccer Association. L'équipe jouait au Villanova Stadium sur le campus de l'Université Villanova près de Philadelphie, en Pennsylvanie.

## Histoire

### Fondation
Au printemps 2000, la toute nouvelle Women's United Soccer Association (WUSA) annonce que huit villes ont obtenu des franchises pour démarrer la ligue, dont Philadelphie. La plupart des équipes inaugurales appartenaient à de grandes sociétés de médias, le nouveau club de Philadelphie étant géré par Comcast Corporation, dont le siège se situe dans cette même ville, qui a investi un montant initial de 5 millions de dollars dans la WUSA. En novembre 2000, le nom et le logo du club sont officiellement annoncés comme Philadelphia Charge et les matchs à domicile seront joués au Villanova Stadium. Le logo du Charge incorporait le "C" de Comcast Corp. dans le cadre de ses efforts de marketing. Le Charge commence les préparatifs pour la première équipe avec un front-office de 15 personnes et est soutenu par l'organisation Comcast-Spector pour les opérations du stade, le marketing, les promotions, les billets et le marchandisage.
Fin 2000, le Charge annonce la nomination de l'entraîneur de l'équipe féminine de soccer de l'Université de Hartford, Mark Krikorian (en), comme premier entraîneur de l'équipe. Avant le début de la saison, se joignent à Krikorian, l'ancienne internationale suédoise Pia Sundhage et John Natale (en) en tant qu'entraîneurs adjoints.

### Saison 2001
Le Charge entame sa première campagne avec l'attaquante américaine Lorrie Fair, la défenseure allemande Doris Fitschen et l'attaquante anglaise Kelly Smith. Terminant la saison inaugurale en quatrième position, le Charge va jusqu'en demi-finales des playoffs de la WUSA, perdant contre le Beat d'Atlanta  3-2.

### Saison 2002
S'appuyant sur leur première saison réussie, le Charge termine deuxième du classement de la saison régulière et concède le moins de buts de la ligue (22). Cette saison est marquée par la signature de Marinette Pichon, qui mené l'équipe en marquant de nombreux buts et en remportant les prix du Most Valuable Player et Offensive Player of the Year. Semblable à la première saison, le Charge perd en demi-finale, cette fois contre Freedom de Washington. Mark Krikorian est également nommé entraîneur de l'année de WUSA.

### Saison 2003
La dernière saison du Charge est la pire, terminant dernière (huitième) du classement de la saison régulière de WUSA. Cette saison voit également le début de carrière de la future gardienne de but de la sélection américaine, Hope Solo. La Women's United Soccer Association annonce le 15 septembre 2003 la suspension de ses activités, marquant la fin du Philadelphia Charge.

## Bilan saison par saison
| Saison | Ligue | Saison régulière | M  | V  | N | D  | Pts | Séries éliminatoires | Meilleure buteuse     | Affluence moyenne |
| ------ | ----- | ---------------- | -- | -- | - | -- | --- | -------------------- | --------------------- | ----------------- |
| 2001   | WUSA  | 4e/8             | 21 | 9  | 4 | 8  | 31  | Demi-finales         | Liu Ailing (10)       | 7 153             |
| 2002   | WUSA  | 2e/8             | 21 | 11 | 6 | 4  | 39  | Demi-finales         | Marinette Pichon (14) | 6 880             |
| 2003   | WUSA  | 8e/8             | 21 | 5  | 5 | 11 | 20  | Non qualifié         | Marinette Pichon (14) | 6 764             |

Source : statscrew.com

## Joueuses emblématiques
Plusieurs stars notables de l'équipe nationale américaine ont fait leurs débuts professionnels avec le Charge, notamment la défenseuse Heather Mitts (2001-2003) et la gardienne Hope Solo, qui a disputé huit matchs en tant que recrue en 2003. Parmi les autres notables figuraient l'internationale française Marinette Pichon, qui a remporté le prix du Most Valuable Player WUSA en 2002, et la star anglaise Kelly Smith.

## Distinctions
En 2001, Doris Fitschen, joueuse de Philadelphia Charge, est nommée Défenseure de l'année WUSA.
En 2002, la joueuse de Philadelphia Charge, Marinette Pichon, est nommée Most Valuable Player et joueuse offensive de l'année de la WUSA et co-récipiendaire avec Mia Hamm du But de l'année pour une volée en ciseaux contre le Spirit de San Diego (en). La gardienne Melissa Moore est nommée gardienne de but de l'année et Stacey Tullock est nommée recrue de l'année. L'entraîneur Mark Krikorian remporte le titre d'entraîneur de l'année WUSA la même année.
En 2003, le Charge reçoit le prix du fair-play et la défenseuse, Jenny Benson, est nommée humanitaire de l'année WUSA.

## Stade
Le Charge a disputé tous ses matchs à domicile au Villanova Stadium, situé à Villanova (en), en Pennsylvanie. Le stade de 12 500 places était le seul stade WUSA à utiliser du gazon artificiel,. Les joueuses du Charge, les entraîneurs et les représentants du front office participent au dévoilement du gazon amélioré avant la saison 2002.